# Planètes de Dragon Ball
Cet article présente la liste alphabétique des planètes de Dragon Ball.
- Haut – A
- B
- C
- D
- E
- F
- G
- H
- I
- J
- K
- L
- M
- N
- O
- P
- Q
- R
- S
- T
- U
- V
- W
- X
- Y
- Z

## A

### Allia
Allia () est la planète où vivent les hommes-insectes que Vegeta et Nappa ont anéantis.

### Alpha
Alpha () est la planète où se rend Son Goku grâce à la téléportation instantanée pour rechercher une Dragon Ball. Boo arrivé quelques minutes après lui afin de le rencontrer, furieux de l’avoir raté, détruit la planète.

### Alpha HZ
Alpha HZ () est une étoile situé en position 653 XY. Son Goku se rendant sur Namek, manque de la percuter avec son vaisseau spatial, il parvient à dévier sa trajectoire grâce à un Kamé Hamé Ha.

## B

### Bidal
Bidal () apparait dans Dragon Ball GT. C’est le dernier endroit où Son Goku, Pan et Trunks rencontrent Baby avant de le combattre sur Terre.

## C

### Céréal
Céréal () est une planète de Dragon Ball Super, d'où sont originaires le peuple Céréalien dont Granola fait partie. Ils ont tous été massacré par les Saiyans, Granola étant le seul survivant.

## F

### Freezerno79
Freezer no 79 (Wakusei Furīza no 79) est une planète soumise par Freezer et qui constitue le quartier général de son armée. Vegeta met 18 jours pour aller de cette planète à la Terre.

## I

### Imegga
Imegga (イメッガ, Imegga) est une planète marchande où tous les habitants essayent de vendre tout et n’importe quoi à n’importe qui.
Le chef de la planète, Don Kia, impose des prix exorbitants aux villageois en leur louant la quasi-totalité de ses biens pour qu’ils puissent vivre mais la plupart sont dans l’incapacité de payer ce qui fait qu’une très grande partie du peuple est pauvre. Ceci explique également leur comportement de vente forcée.
Lorsque Son Goku, Trunks et Pan débarquent sur cette planète après un atterrissage forcé, ils se retrouvent à louer une chambre d’hôtel où ils se rendent compte très vite qu’ils ne pourront pas payer la note. L’hôtel applique un système de consommation abusive et excessive puisque tout est payant en plus du prix de la location de la chambre : utilisation du lit, de la douche, du ventilateur, de la télévision, du réfrigérateur, de l’horloge, etc. De plus, ils n’ont pas la possibilité de stopper l’utilisation des appareils : Son Goku se retrouve avec un réfrigérateur qui n’arrête pas de sortir de la nourriture, Trunks se retrouve attaché au lit et Pan ne peut plus fermer l’eau de la douche.

## K

### Kaiokaï
Le Kaiokaï est la petite planète sur laquelle vivent Maître Kaio du nord et Bubbles. La gravité y est 10 fois plus importante que sur Terre. Détruite par Cell, elle est recréée après la défaite de Boo.

### Kaioshinkaï
Le Kaiôshinkaï () est la planète où habitent les dieux. Rares sont ceux qui connaissent l’existence de ce monde ; et encore plus rares sont ceux qui en ont foulé le sol.
Auparavant, la planète était occupée par 5 Kaio Shin : celui de l’Est, de l’Ouest, du Nord, du Sud et leur chef, Dai Kaio Shin. Comme deux d’entre eux furent tués par le Boo original et les deux autres absorbés, il ne reste plus que Kaio Shin, Kibito et le vieux Rou Dai Kaio Shin.
Le Kaiôshinkaï est constitué de nombreuses plaines ainsi que de nombreuses rivières. Malgré l’extrême violence du combat de Son Goku Super Saiyan 3 contre Boo et la déformation du paysage que cela entraina, la végétation put y repousser.

### Kanassa
Kanassa (カナッサ, Kanassa) apparaît dans le film d’animation Baddack contre Freezer où elle doit être conquise par Baddack et ses compagnons sur ordre de Freezer.
La surface de la planète vue depuis l’espace est principalement de couleur bleue. Le peuple qui y vit a l’air d’être assez avancé au niveau technologique au vu des infrastructures futuristes. Cette planète possède comme la Terre une lune qui permettra à Baddack et à ses compagnons de se transformer en singe géant. Le peuple maitrise les flux d’énergie ce qui leur permettra de se défendre contre les Saiyans mais ne sera pas suffisant.
C’est sur cette planète que Baddack fut frappé à la nuque par derrière par un des survivants de leur attaque et qu’il reçut le don de voir l’avenir, un don qui sera plutôt considéré comme une malédiction puisqu’il verra dans sa tête la destruction de la planète Vegeta par Freezer avant qu’elle ne soit détruite.

### Konatz
Konatz (Konnatsuu) est la planète natale de Tapion et de son petit frère Minosha mais également du monstre Hildegarn.

## L

### Lune
La lune (Tsuki) est un satellite de la Terre sur laquelle Son Goku envoie To le carotteur et ses hommes de main. Elle est détruite à deux reprises, par Kamé Sennin lors du 21e Tenkaichi Budokai et par Piccolo lors de son entrainement avec Son Gohan. Elle apparaît une troisième fois sous la forme d’une projection virtuelle venant du vaisseau spatial abandonné de Son Goku dans lequel il est arrivé la première fois sur Terre. Le vaisseau ayant senti la présence de Son Gohan en pensant que c’était Son Goku, il a déclenché automatiquement l’apparition d’une fausse Lune pour lui permettre de se transformer en Oozaru.

## M

### M2
M2 () est une planète entièrement métallique sur laquelle ne vivent que des robots. Il s’agit également de la planète d’origine de Giru.

### Makyo
Makyo (), planète principalement de couleur rouge, a permis la résurrection de Garlic Junior lorsque celui-ci était enfermé dans la Dead Zone qu’il avait lui-même créée dans Dragon Ball Z : À la poursuite de Garlic. Elle se rapproche de la Terre tous les 5 000 ans et permet ainsi de décupler les pouvoirs de Garlic Junior ainsi que des démons. Elle sera détruite grâce à l’intervention de Son Gohan.

### Meat
Meat () est la planète sur laquelle sont envoyés les compagnons de Baddack où ils tombent dans le piège que leur a tendu Dodoria afin de les éliminer.

## N

### Fausse Namek
La fausse Namek (Nise Namekkusei) est la planète sur laquelle ont atterri en catastrophe Bulma, Krilin et Son Gohan alors qu’ils se rendaient sur Namek à bord du vaisseau du Tout-Puissant. Elle ressemble à une grosse météorite dont le ciel est entièrement recouvert de brouillard. Une fois atterri, ils ont été récupérés par des extraterrestres vivant sur cette planète qui ont lu à l’intérieur de leurs pensées et ont ainsi su ce qu’ils recherchaient. Les deux extraterrestres, appelés Raichi (à ne pas confondre avec le Dr Raichi) et Zakuro et étant principalement de couleur rose, ont alors pris l’apparence des habitants de Namek et ont fait voir une illusion de la planète Namek aux trois compagnons. Leur réel objectif étant de s’emparer de leur vaisseau et de quitter cette planète sur laquelle ils vivent depuis longtemps et qu’ils ne peuvent quitter que lorsqu'une brèche dans l’espace apparait. Le ciel étant recouvert entièrement de brouillard, cette brèche n’apparait que très brièvement.

### Nouvelle Namek
La nouvelle Namek (Shin Namekkusei) est la nouvelle planète sur laquelle vit le peuple de Namek après que leur planète originelle fut détruite lors de l’explosion causée par Freezer. Elle ressemble trait pour trait à l’ancienne Namek.

### Planète noire
La planète noire (Ankoku) est la planète natale de Yakon où elle est recouverte par une obscurité totale. Le paysage de cette planète a été profondément retouché du manga à l'animé avec une obscurité différente et un sol plus rocheux.
Une autre planète noire est introduite dans l'anime Dragon Ball Z : Le Plan d'anéantissement des Saïyens.

## P

### Plant
Plant () est la planète natale des Tsufuls. Après la destruction de la planète Sadara, les Saiyans arrivaient entre-temps. Au cours d'une guerre entre les deux peuples, les Tsufuls ont été exterminés par les Saiyans menés par le Roi Vegeta. Les Saiyans ont pris possession de la planète et l'ont rebaptisée du nom de leur roi, Vegeta.

### Nouvelle planète Plant
La nouvelle planète Plant (), ou planète Tsuful, est la réplique exacte de la planète Plant créée par Baby juste à proximité de la Terre.
Cette planète apparaît uniquement dans Dragon Ball GT.

## S

### Sadela
Sadela (惑星サダラ, Sadara) est la planète d'origine des Saiyans. Après la destruction, les Saiyans débarquent sur la planète Plant renommée en planète Vegeta après l'envahissement des Tsufuls. Elle a été détruite dans l'univers 7, mais existe toujours dans l'univers 6.

## V

### Vegeta
Pour les articles homonymes, voir Vegeta (homonymie).
Vegeta (ベジータ, Bejīta) est la planète des Saiyans, parmi lesquels figure Vegeta, fils du Roi Vegeta qui y régnait.
À l’origine, cette planète s'appelait Plant et était peuplée de la race des Tsufuls avant l'arrivée des Saiyans. Ils étaient très avancés technologiquement contrairement aux Saiyans. Ces derniers étaient beaucoup moins développés, mais étaient de farouches soldats avides de puissance et possédaient une force physique impressionnante. Au cours d'une guerre entre les deux peuples, les Saiyans, menés par le Roi Vegeta, prirent le dessus sur les Tsufuls, et finirent par les exterminer, tout en s’appropriant leur technologie. C’est ainsi que les Saiyans devinrent maîtres de leur planète et entreprirent, grâce à la technologie qu’ils avaient acquise, de conquérir d’autres planètes. Mais certains Saiyans étant pacifistes, ceux-ci décident de créer un être, appelé le Super Saiyan God, assez puissant pour se dresser face aux autres Saiyans. Une fois créé, il élimine presque tous les Saiyans mais sa transformation prend fin et les Saiyans reprennent le dessus sur les pacifistes.
Freezer, un tyran bien plus puissant que les Saiyans, les mit sous sa domination, et, durant une période indéfinie, ils accomplirent sous ses ordres ses désirs de conquête. Cependant, Freezer, considérant le peuple Saiyans comme une menace à son pouvoir, décida de les exterminer en détruisant la planète Vegeta.
Le père de Son Goku, Baddack, vient en personne défier Freezer, mais il ne put empêcher la gigantesque boule d’énergie lancée par Freezer de détruire la planète Vegeta, exterminant à quelques exceptions près le peuple Saiyan.

### Nouvelle planète Vegeta
La nouvelle planète Vegeta (Shin wakusei Bejīta) est habitée par Paragus ainsi que Broly. Ils y ont fait venir des esclaves d’une autre planète afin de construire un palais pour faire croire à Vegeta, qu’ils considèrent comme le prince des Saiyans et successeur du roi Vegeta, qu’il s’agit de la nouvelle planète Vegeta. En réalité, la planète entière est en ruines et se fera frapper d’ici peu par une météorite. Le réel objectif étant de tuer Vegeta après que son père ait tué et laissé pour mort Paragus et Broly.

## Y

### Yardrat
Yardrat () est une planète rayée principalement de jaune et de noir mais aussi de vert et de rouge et dont la surface du sol est parsemée de colonnes de pierre.
Après avoir vaincu Freezer, pour échapper à la destruction de la planète Namek, Son Goku tente d’utiliser une des navettes du commando Ginyu. Il appuie sur tous les boutons et celle-ci finit par décoller et l’emmène sur la planète Yardrat que le Commando exploitait.
Il sympathise alors avec les habitants, les Yardrats, peuple pacifique mais doué pour effectuer des techniques. Au cours de son séjour, Son Goku apprend ainsi la technique du déplacement instantané.

## Z

### Zun
Zun () a la particularité d’avoir une gravité dix fois plus importante que sur Terre. On la voit lors du combat entre Puipui, qui en est originaire, et Vegeta.
Après un début de combat difficile pour Puipui face à Vegeta et à la stupéfaction de Babidi, qui a pour habitude de recruter les meilleurs combattants de l’univers, et de Dabra, Babidi décide d’utiliser sa magie pour téléporter les combattants sur la planète Zun. En effet, il pense que Puipui y sera avantagé car il s’agit de sa planète d’origine et que la gravité y est plus élevée. Mais ils ignorent que Vegeta s’est entraîné à un niveau de gravité beaucoup plus élevé et que donc cela ne lui posera pas le moindre problème pour battre Puipui.

#### Autres livres
1. ↑  Le Dictionnaire de Dragon Ball

#### Épisodes deDragon Ball
1. ↑  Dragon Ball – Épisode 27

#### Épisodes deDragon Ball Z
1. ↑  Dragon Ball Z – Épisode 8
2. ↑  Dragon Ball Z – Épisode 123

#### Épisodes deDragon Ball GT
1. ↑  Dragon Ball GT – Épisode 23

#### Autres livres
- Akira Toriyama (trad. du japonais par Olivier Huet), Le Dictionnaire de Dragon Ball, Grenoble, Glénat, coll. « Art of », 3 novembre 1999, 312 p., 18,8 × 26,3 cm, couverture couleur, broché (ISBN 978-2-7234-2945-0 et 2-7234-2945-8, OCLC 422071415, BNF 39110010, présentation en ligne)